# Коломбо, Реальдо
Маттео Реальдо Коломбо (итал. Realdo Colombo; около 1516[…], Кремона, Кремона — 1559, Рим) — итальянский хирург и анатом эпохи Возрождения, профессор университетов Падуи, Пизы и Рима.
С именем Коломбо связано несколько анатомических открытий, включая открытие лёгочного кровообращения и одно из первых описаний клитора. Коломбо также первым обнаружил, что сердце производит сокращения, а не расширяется, как полагали до него.

## Биография
Коломбо родился в Кремоне, в 1515 или 1516 году в семье аптекаря.
 
Хотя его часто именуют Маттео Реальдо Коломбо, свой труд по анатомии он подписал как Реальдо Коломбо.
Работал в аптеке отца, затем учился в Милане, Венеции и Падуе. Изучал искусство в Милане, затем в течение 7 лет работал ассистентом Джованни Антонио Лониго, известного венецианского хирурга. В 1540 году переехал в Падую, где изучал медицину на кафедре Андреаса Везалия.
В 1541 году стал ассистентом Везалия.

В июле 1542 года Везалий уехал в Базель для издания своей знаменитой книги De Humani Corporis Fabrica Libri
Septem.
В январе 1543 года Коломбо был назначен временным заместителем Везалия и стал постоянным главой кафедры на следующий год, когда Везалий стал придворным хирургом императора Священной Римской империи Карла V.
Отношения между Везалием и Коломбо поначалу были очень тёплыми. В первом издании Fabrica от 1543 года Везалий назвал Коломбо своим «близким другом» и «сметливым студентом анатомии». Отношения, однако, ухудшились, когда Везалий, неожиданно возвратившись в Падую в 1543 году, узнал, что Коломбо публично критикует его анатомические работы. В публикации 1546 года о лечении сифилиса китайскими растительными экстрактами Везалий писал o Коломбо: «… который узнал кое-что об анатомии, ассистируя мне в моей работе, хоть и был не до конца образован». В издании Fabrica от 1555 года Коломбо уже не упоминался.
В 1545 году Коломбо возглавил кафедру анатомии во вновь открытом университете Пизы. В 1545 году он переехал в Рим, став профессором Римского университета Ла Сапиенца, пробыл там до своей смерти в 1559 году. В Риме проводил анатомические исследования вместе с Микеланджело. Руководил лечением известных представителей духовенства, например Игнатия де Лойолы. К 1550 году был одним из хирургов Папы Юлиана III.

## De re anatomica
Трудом жизни Коломбо явилась книга De re anatomica, в которой он описал свои анатомические наблюдения и выводы. Книга состояла из 15 глав и была закончена незадолго до смерти Коломбо в 1559 году. Планировалось, что иллюстрации к книге выполнит Микеланджело, но этим планам не суждено было свершиться, так как Микеланджело умер за 5 лет до завершения работы над текстом. Единственная иллюстрация в книге — это гравюра Микеланджело, запечатлевшего Коломбо в анатомическом театре за вскрытием трупа.

## В художественной литературе
По мотивам жизни и деятельности Коломбо Федерико Андахази написал роман «Анатом», в котором художественно преломил историю открытия клитора. Андахази сравнил открытие клитора Коломбо с открытием Америки его однофамильцем Христофором Колумбом.